# Farah Bouamar

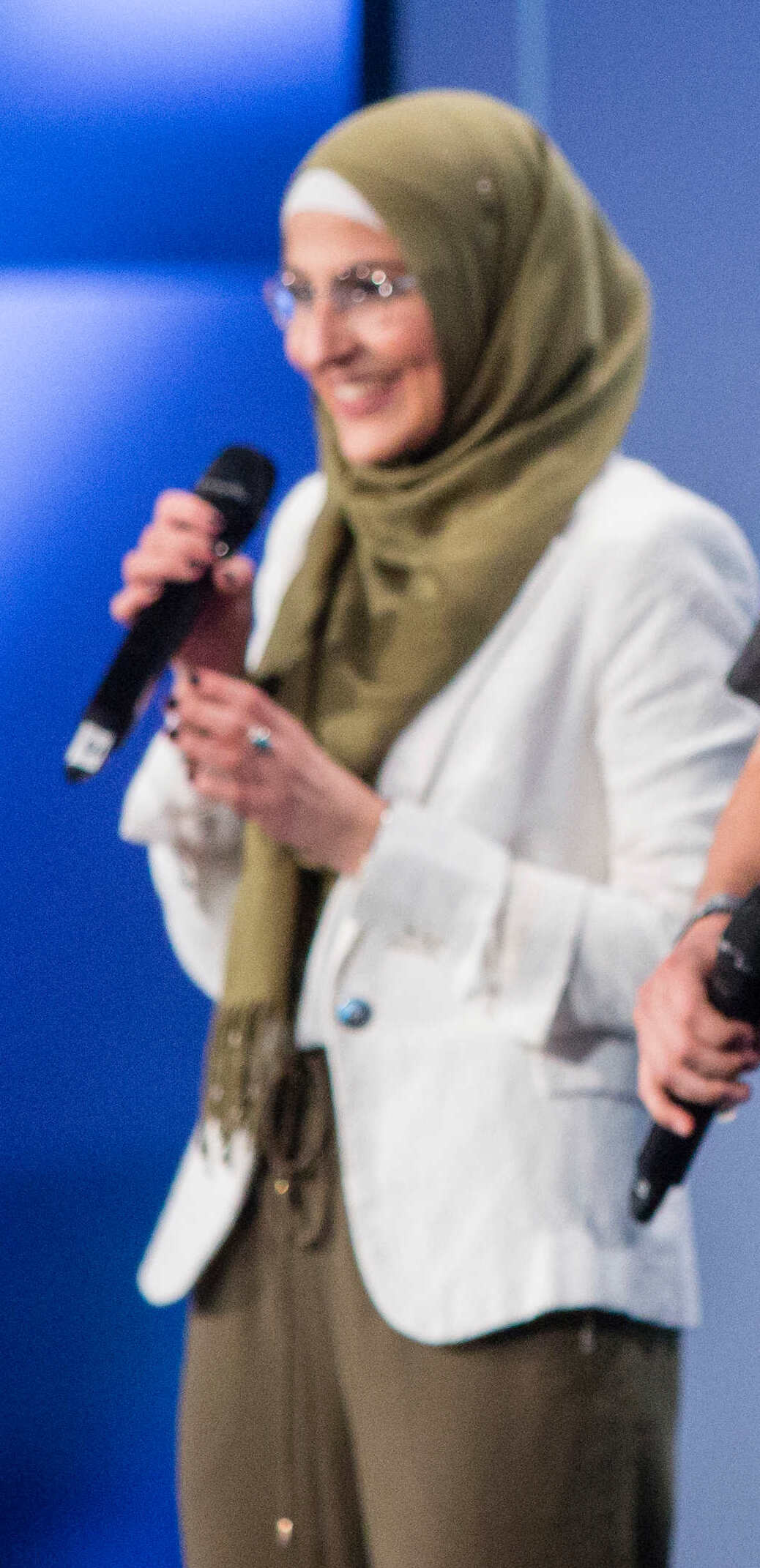
Farah Bouamar auf der Re:publica, 2016, damals noch mit Hidschab.

Farah Bouamar (geb. um 1993 in Bielefeld) ist eine deutsche Filmemacherin, Literaturwissenschaftlerin und Unternehmerin.

## Leben
Sie wurde in Bielefeld geboren, ihre Familie hat marokkanische Migrationsgeschichte. Sie studierte an der Universität Paderborn und an der Universität Bielefeld Philosophie und Literaturwissenschaft. Gegenwärtig promoviert sie in Bielefeld.
Bouamar, selbst Muslimin, engagierte sich früh im jugendkulturellen Bereich, unter anderem war sie Vorstandsmitglied des gemeinnützigen Verein i,Slam e.V. und Leiterin des Ressorts ‚Mitgliederbetreuung & Sekretariat‘, wo sie unter anderem mit Younes El-Amayra zusammenarbeitete. 2014 gründete sie mit ihm und weiteren Personen, darunter Nemi El-Hassan, das Dattelltäter-Kollektiv, das sich in satirischer Form mit Vorurteilen, Rassismus und religiösem Extremismus auseinandersetzte. 2017 wurde Bouamar, die Konzeption und Umsetzung der Inhalte verantwortete, mit dem Rest der Datteltäter mit dem Grimme Online Award ausgezeichnet., ebenso mit dem Deutschen Engagement-Preis. Um 2018 verließ sie das Kollektiv.
2021 gründete Bouamar zusammen mit ihrer Kollegin Nabila Bushra die gemeinnützige Produktionsfirma Lost Film gUG i. G., die Horror-Kurzfilme produziert und sich das Ziel setzt die deutsche Filmbranche diverser, gendersensibel und Rassismus-kritischer zu machen. Für ihre Arbeit wurden die beiden Gründerinnen im selben Jahr mit der Auszeichnung „Kultur- und Kreativpiloten 2021“ durch die damalige Bundesregierung geehrt.

## Wissenswertes
Ab der achten Klasse trug sie als gläubige Muslimin den Hidschab, wobei Bouamar, die sich als muslimische Feministin sieht, erklärte, dass sich die Gründe für das Tragen, für sie mit der Zeit auch verändern konnten. Zwischen 2018 und 2021 legte sie das Kopftuch ab.